# Jean-Pierre Jeunet

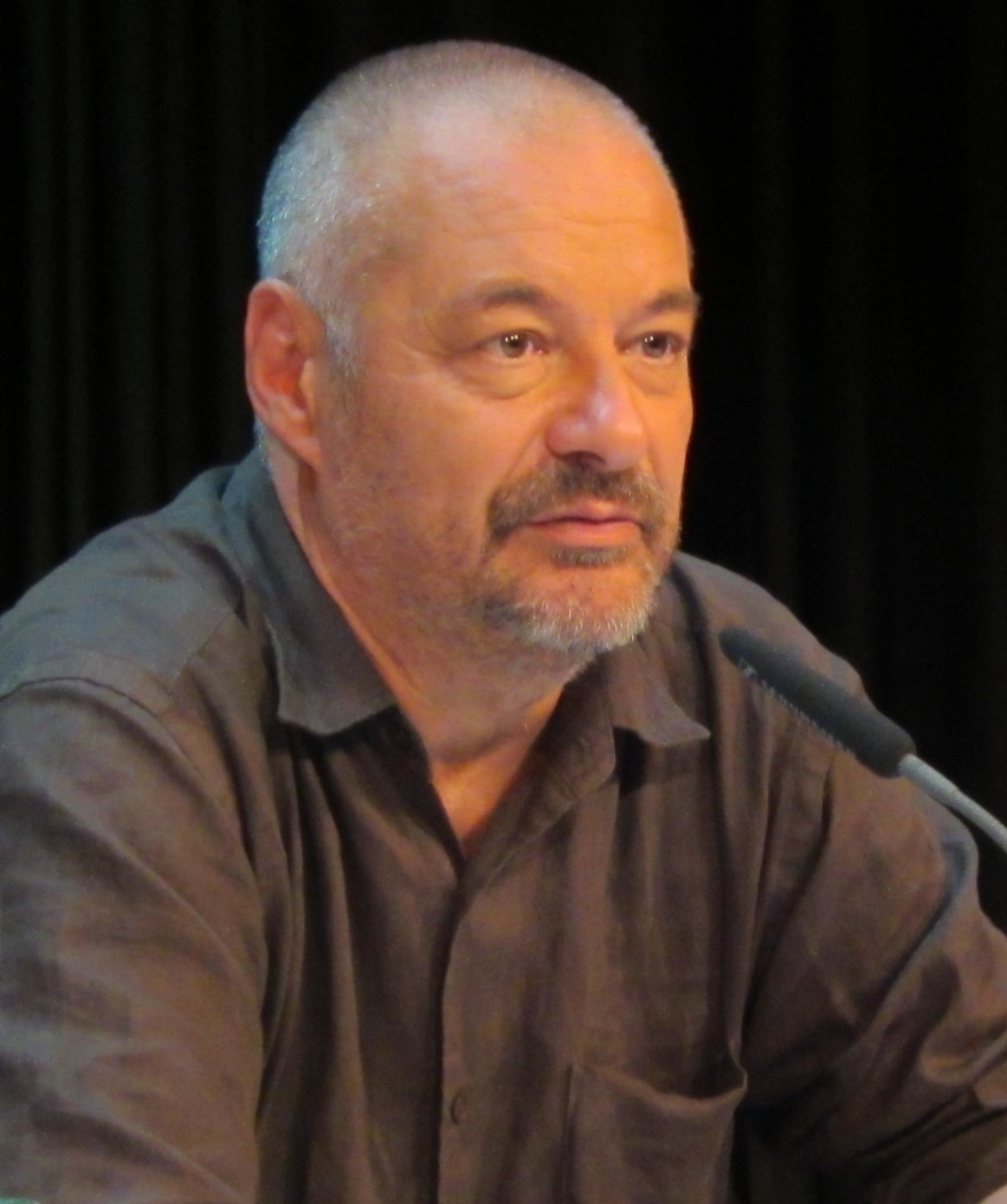
Jean-Pierre Jeunet auf dem Filmfest München 2014

Jean-Pierre Jeunet (* 3. September 1953 in Roanne, Département Loire) ist ein französischer Drehbuchautor und Regisseur. Zu seiner künstlerischen Handschrift gehören skurrile Charaktere und eine außergewöhnlich ausgeprägte inszenatorische Gestaltungskraft.

## Leben und Werk
Sein Spielfilmdebüt gab Jeunet 1991 mit dem Film Delicatessen, bei dem er gemeinsam mit Marc Caro Regie führte. Bereits in den 1980er Jahren hatten Jeunet und Caro eine Anzahl von teils hochgelobten Kurzfilmen, Musikvideos und Werbespots gedreht, darunter The Escape und The Merry-Go-Round, für den sie 1981 einen César erhielten. Nach den beiden düster-skurrilen Märchen Delicatessen und Die Stadt der verlorenen Kinder (1995) wurde Jeunet für Alien – Die Wiedergeburt (1997), den vierten Film der Alien-Filmreihe, gewonnen, der von der Kritik sehr kontrovers aufgenommen wurde: Zum kommerziellen Erfolg gibt es unterschiedliche Interpretationen. Das Kino-Fanzine Film-Zeit.de sprach vom erfolgreichsten Film der ursprünglichen Alien-Reihe. Wie eigentlich üblich, wurde aber offenbar nicht berücksichtigt, dass zwischen den Produktionen des Ursprungsfilms der Reihe und Alien – Die Wiedergeburt fast 20 Jahre liegen. Laut einer inflationsbereinigten Liste auf Box Office Mojo, liegt Alien – Die Wiedergeburt auf dem letzten Platz im US-Vergleich, der vom ersten Teil mit großem Abstand angeführt wird. Nach vier Jahren drehte er Die fabelhafte Welt der Amélie, seinen bislang größten Erfolg. Im Jahr 2004 folgte Mathilde – Eine große Liebe.
Jeunet bekam das Angebot, bei der Blockbuster-Produktion Harry Potter und der Orden des Phönix Regie zu führen, was er jedoch ablehnte. Jeunet sollte auch die Regie des Films Life of Pi: Schiffbruch mit Tiger übernehmen. Nachdem er jedoch „zwei Jahre seines Lebens mit diesem Projekt verschwendet hatte“, wurde die Regie an Ang Lee übergeben. Fox Studios war das von Jeunet veranschlagte Budget (85 Millionen US-Dollar) zu hoch; Ang Lees Version kostete letztendlich jedoch 120 Millionen Dollar.
Jeunet gilt als ein eher langsam arbeitender Regisseur, der viel Zeit auf Details und die originelle Gestaltung aufwendet. Die Produktion seiner Filme benötigt daher in der Regel mehrere Jahre. Eine Reihe von Darstellern arbeiten immer wieder gerne mit ihm zusammen, darunter Jean-Claude Dreyfus, Dominique Pinon und zuletzt Audrey Tautou.
Im Jahr 2009 drehte er für das Parfüm Chanel Nº 5 einen Werbespot, in welchem auch Audrey Tautou mitspielte. Auch dieser, knapp zweieinhalb minütige Kurzfilm entspricht seinem typisch cineastischen Stil.
Sein Spielfilm Die Karte meiner Träume ist eine Adaption des gleichnamigen Romans von Reif Larsen. Premiere hatte er im Oktober 2013 und lief am 10. Juli 2014 in Deutschland an.
Im Jahr 2018 wurde er in die Academy of Motion Picture Arts and Sciences berufen, die jährlich die Oscars vergibt.
Der Name der von Jeunet gegründeten Filmproduktionsfirma „Tapioca Films“ ist eine Hommage an die Figur des General Tapioca aus den Comic-Geschichten von Tim und Struppi.

## Filmografie (Auswahl)

### Kurzfilme
- 1978: L’évasion (1981, ausgezeichnet mit einem César)
- 1980: Le manège
- 1981: Letzter Feuerstoß im Bunker (Le Bunker de la dernière rafale)
- 1984: Pas de repos pour Billy Brakko
- 1989: Foutaises

### Langfilme
- 1991: Delicatessen
- 1995: Die Stadt der verlorenen Kinder (La Cité des enfants perdus)
- 1997: Alien – Die Wiedergeburt (Alien: Resurrection)
- 2001: Die fabelhafte Welt der Amélie (Le Fabuleux destin d’Amélie Poulain)
- 2004: Mathilde – Eine große Liebe (Un long dimanche de fiançailles)
- 2009: Micmacs – Uns gehört Paris! (Micmacs à tire-larigot)
- 2013: Die Karte meiner Träume (L’Extravagant voyage du jeune et prodigieux T.S. Spivet)
- 2022: Bigbug